# 留基伯
留基伯（希臘文：Λεύκιππος）（西元前500～前440年），古希腊哲学家，率先提出原子论（万物由原子构成），为德谟克利特的老师。

## 生平
留基伯出生地，一说为米利都，一说为阿布德拉。在约公元前440年-前430年，他在色雷斯成立了阿布德拉学校，德谟克利特后在这所学校就学。

## 思想
留基伯的学说主要受到芝诺、恩培多克勒与阿那克萨哥拉的影响。
留基伯欲调和以巴门尼德为代表的一元论，和以恩培多克勒为代表的多元论，而走到了原子论。与较早的伊奥尼亚哲学家相似，他试图用简单的要素来解释物质的特性，是最早提出了原子论的基本观念的古希腊哲学家，之后该观念被德谟克利特所继承和发展。
除原子论外，留基伯还提出了因果原则，认为“没有什么事情无故发生，一切事情的发生都有原因和必然性”。